# Cyparium oberthueri
Cyparium oberthueri (лат.) — вид жуков-челновидок (Scaphidiinae) рода Cyparium из семейства жуков-стафилинид. Бразилия.

## Описание
Мелкие жесткокрылые: длина тела от 4,4 до 5,1 мм. От близких видов отличаются следующими признаками: основная окраска тела чёрная; гипомерон с мелкополосчатой микроскульптурой; щитик сужен кзади. Мезанэпистерн длинный с черепитчатой микроскульптурой. Метавентрит гладкий. Интеркоксальные пластинки с длинной черепитчатой микроскульптурой. Эдеагус слабо склеротизирован, почти мембранозный, вершина очень длинная; парамеры L-образные, очень длинные. Дистальные гонококситы изогнуты и сужаются. Блестящие, коричневато-чёрные. Надкрылья покрывают все сегменты брюшка, кроме нескольких последних. Формула члеников лапок: 5—5—5. Микофаги, собраны на грибах Псатирелла Кандолля (Psathyrella candolleana).

## Таксономия
Вид был впервые описан в 1956 году французским энтомологом Морисом Пиком (1866—1957) по типовым материалам из Бразилии.